# Štět (botanika)

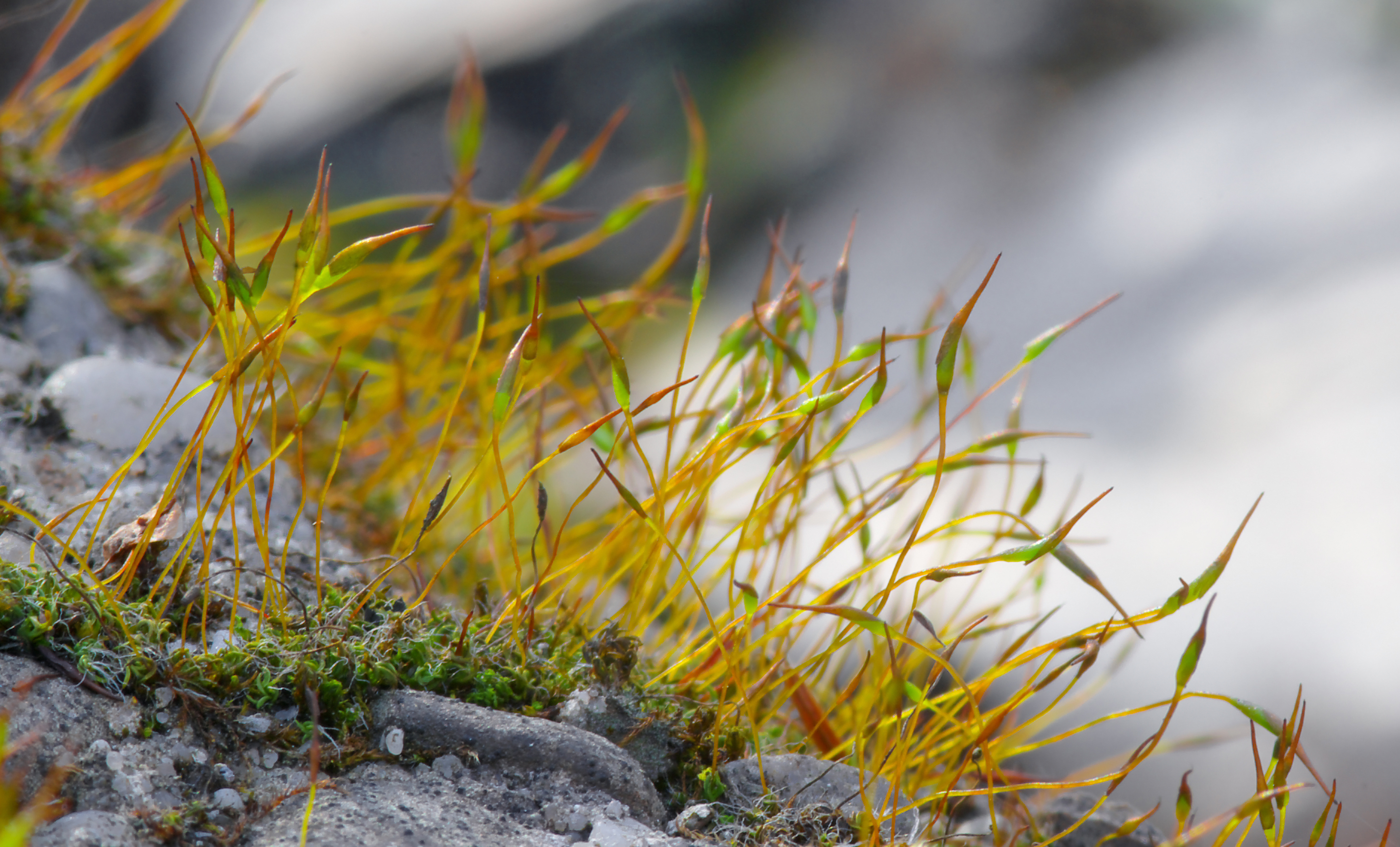
Štěty s tobolkami mechu Tortula muralis

Štět (seta) mechorostů je součástí sporofytu. Nasedá na zelený gametofyt a nese na svém vrcholku tobolku. Jako ostatní části sporofytu je diploidní a má tedy 2 sady chromozomů. U některých skupin mechorostů (např. hlevíky nebo rašeliníky) může být zcela redukovaný. Funkcí štětu je vynést tobolku dostatečně vysoko, aby zralé výtrusy dopadly dále od mateřské rostliny, například poryvem větru. U epifytických druhů rostoucích na stromech bývá často štět krátký, protože jedinec je již dostatečně vysoko aby se výtrusy dostaly do vzdálenějšího okolí.

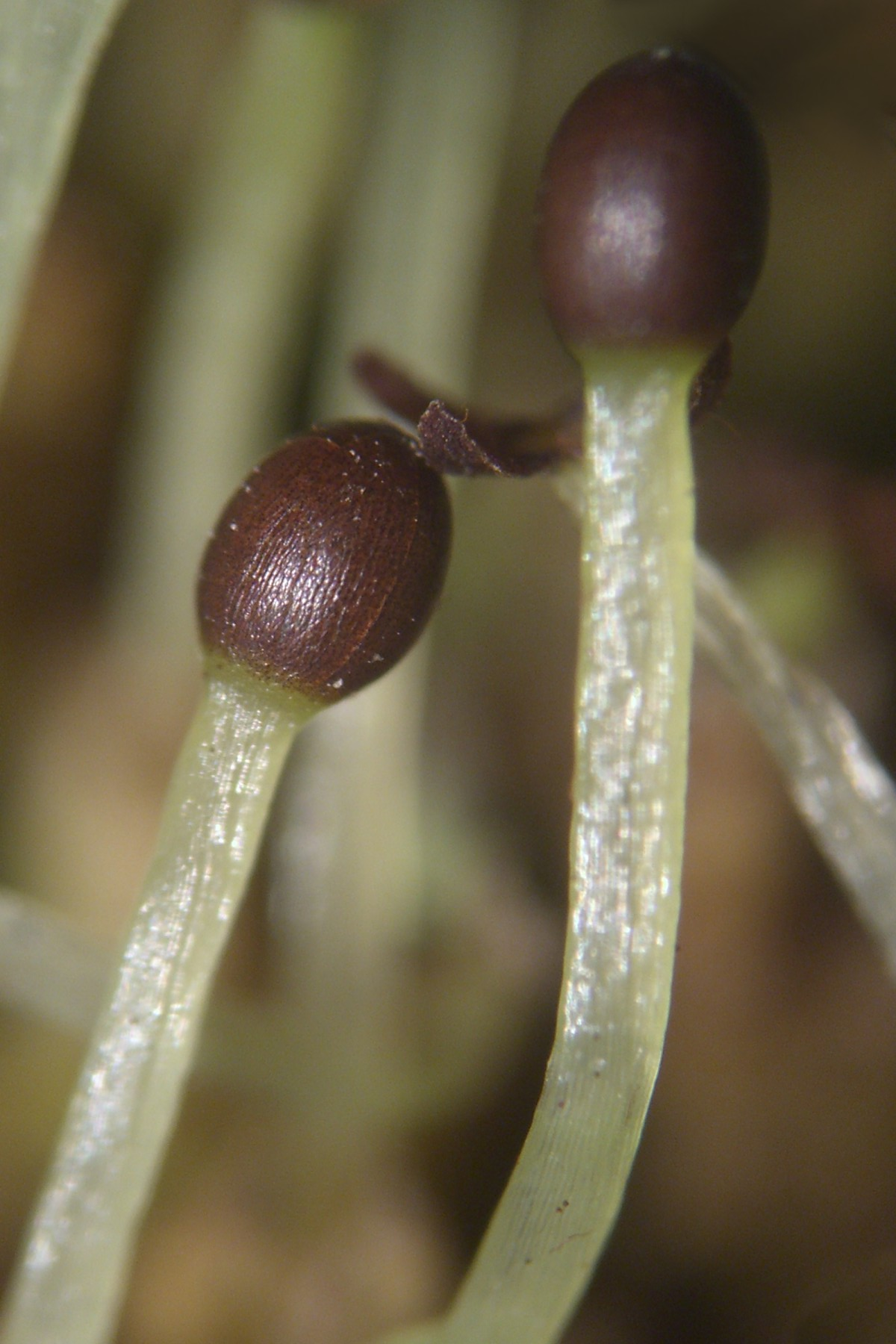
štět a tobolka játrovky

U různých skupin mechorostů se štět značně liší.

## Štět játrovek

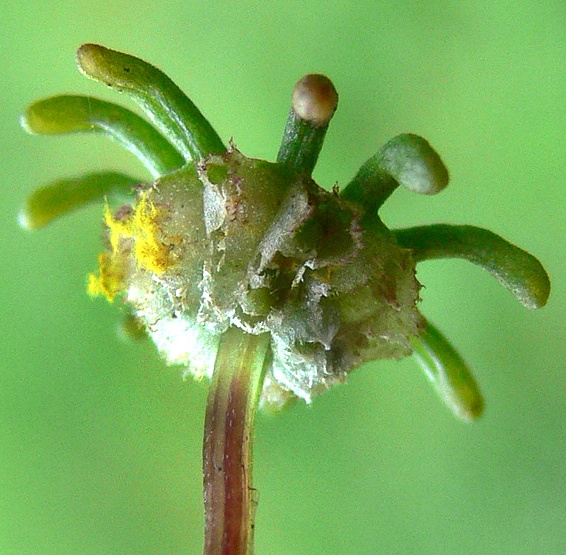
receptákulum se sporofyty u porostnice mnohotvárné

Játrovky mají bezbarvý (hyalinní) štět který se prodlužuje velmi rychle, všechny buňky štětu jsou při dozrání tobolky připravené a jejich prodloužení je způsobeno absorpcí vody. Z tohoto důvodu je štět játrovek efemérní (krátkověký) a během několika dnů uvadá. V rámci přizpůsobení na nedostatek vody se u některých skupin játrovek z převážně suchých stanovišť vyvinul krátký štět, který ale vyrůstá na vyvýšeném receptakulu směrem dolů. Nejznámějším zástupcem mající receptakula (lidově nazývaná deštníčky) je porostnice mnohotvárná.

## Štět mechů
Mechy mají typicky štět v mládí zelený, po dozrání hnědý, a na rostlině obvykle vydrží několik týdnů až měsíců. Štět se prodlužuje ještě před dozráním tobolky. Podle pozice štětu (a tudíž i samičích gametangií) na lodyžce rozlišujeme mechy na vrcholoplodé (akrokarpní – štět vyrůstá z vrchu lodyžky) a bokoplodé (pleurokarpní – štěty vyrůstají zboku lodyžky).
Některé skupiny mechů, například rašeliníky nebo štěrbovky nemají štět, jeho funkci plní výběžek gametofytu zvaný pseudopodium.

Některé mechy mají štět extrémně zkrácený, takže tobolka ani nekouká z lístků (např. Acaulon muticum), popř. je vidět pouze zčásti (Diphiscium, Orthotrichum).

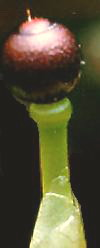
tobolka rašeliníku na pseudopodiu
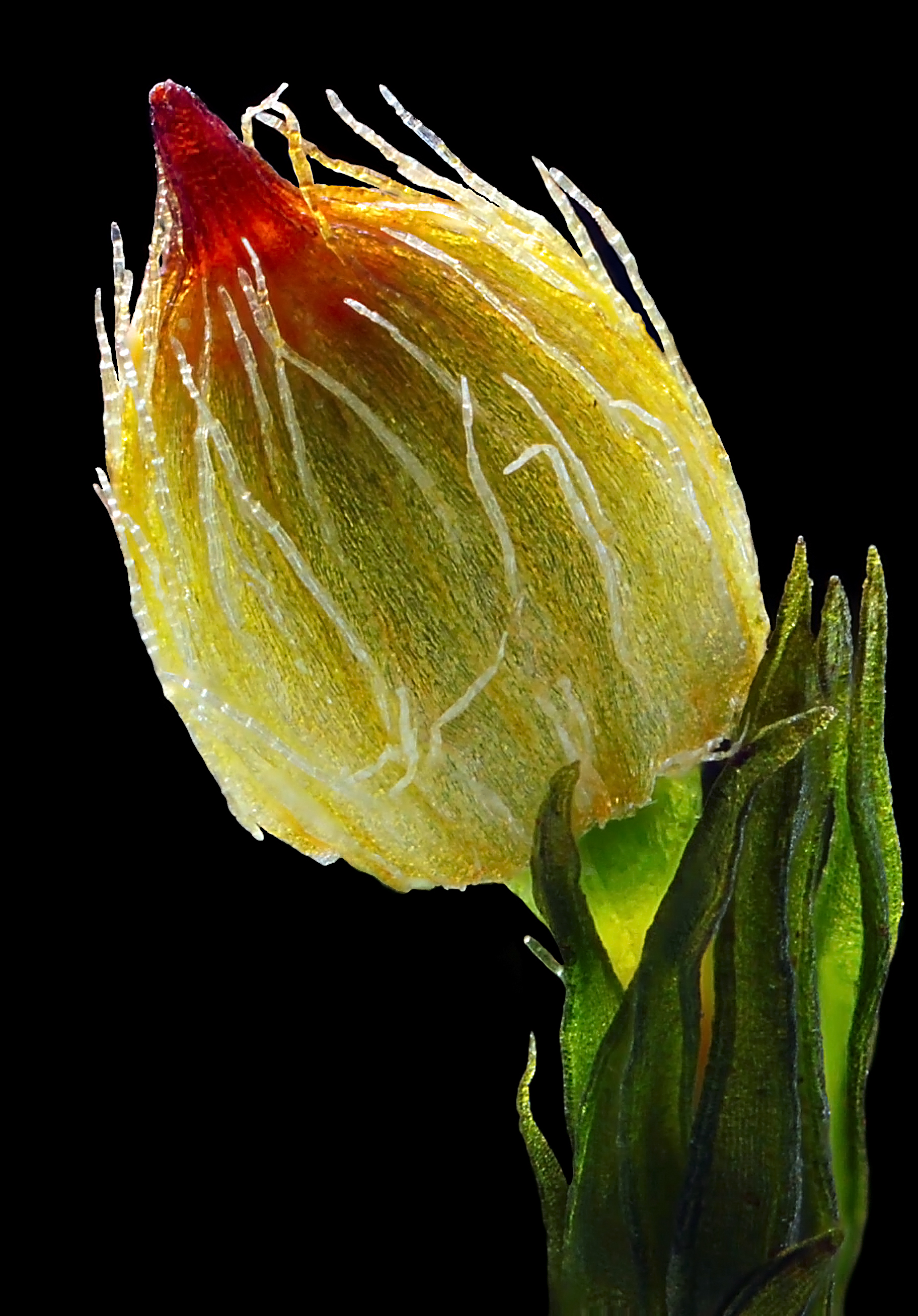
U některých mechů je štět velmi krátký
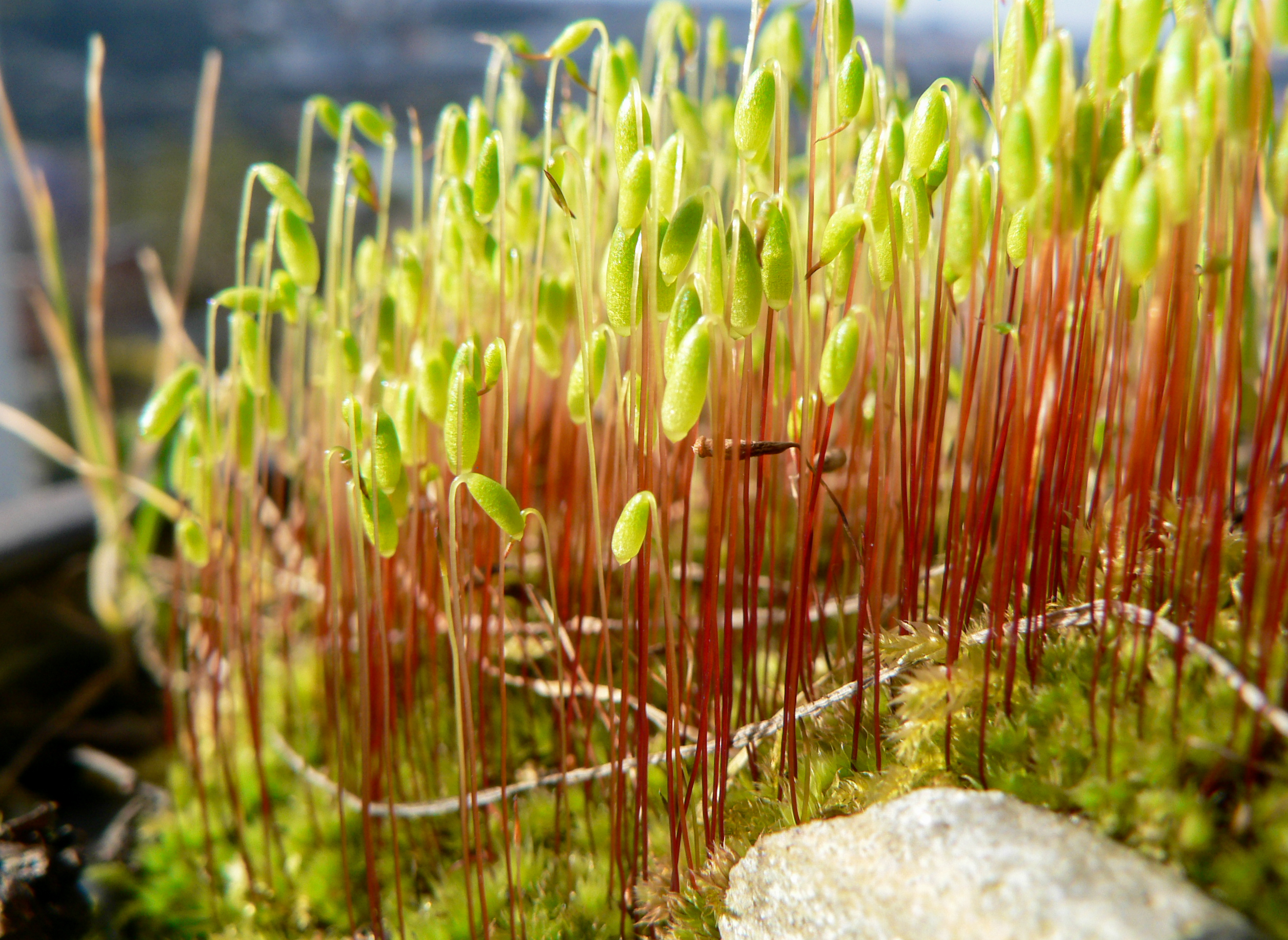
mech s dlouhými štěty
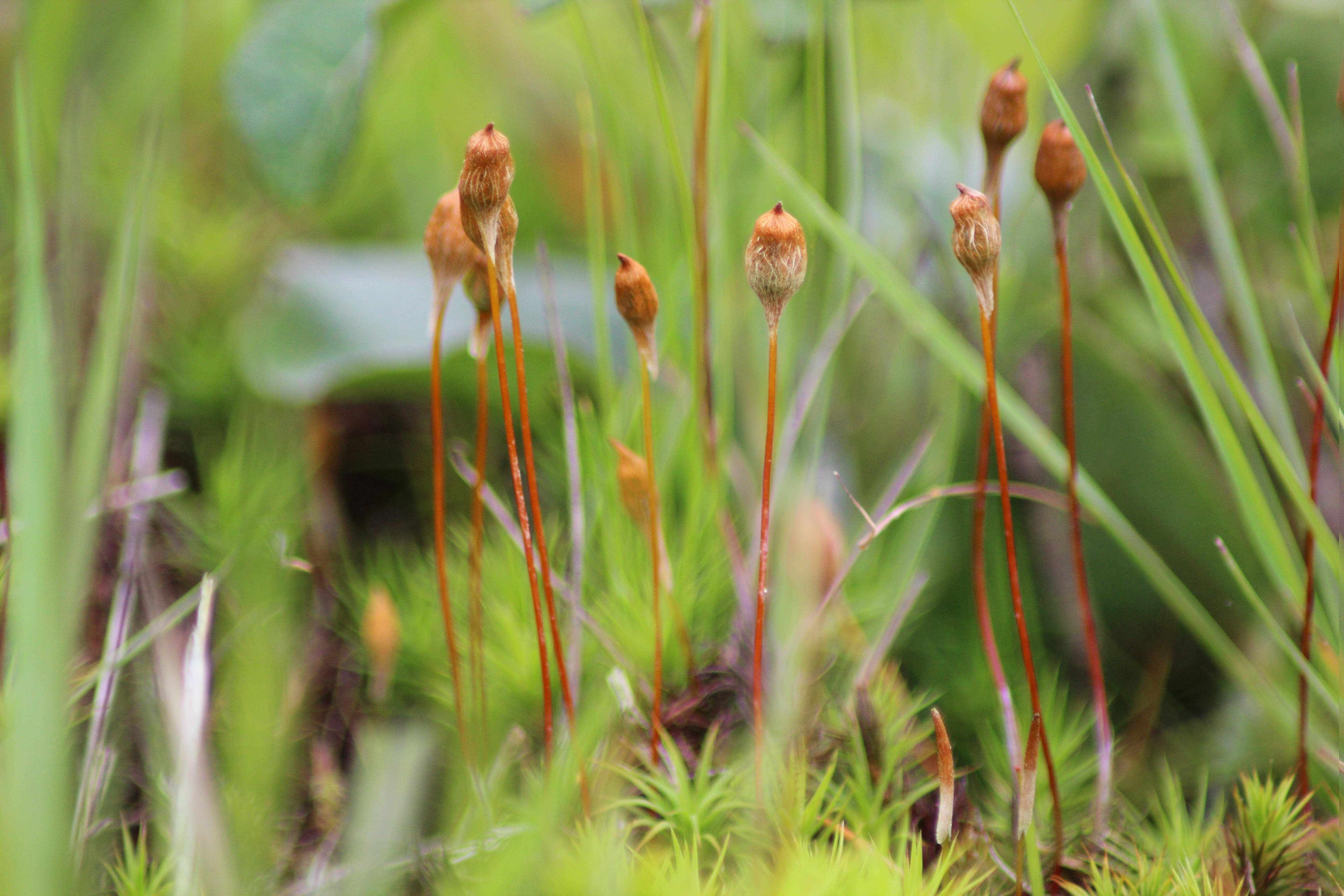
po dozrání jsou štěty hnědé
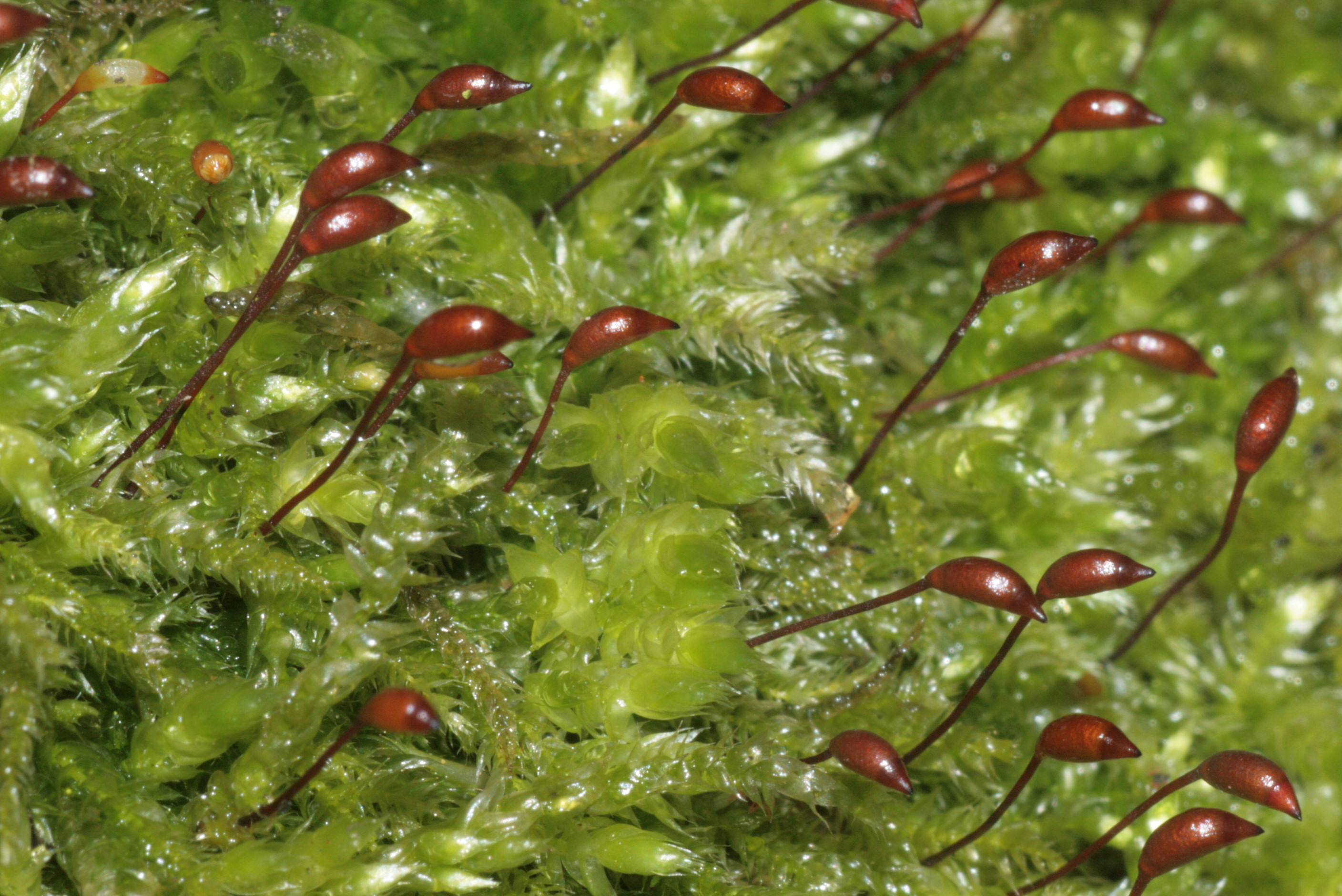
u pleurokarpních mechů vyrůstají sporofyty z boku rostliny
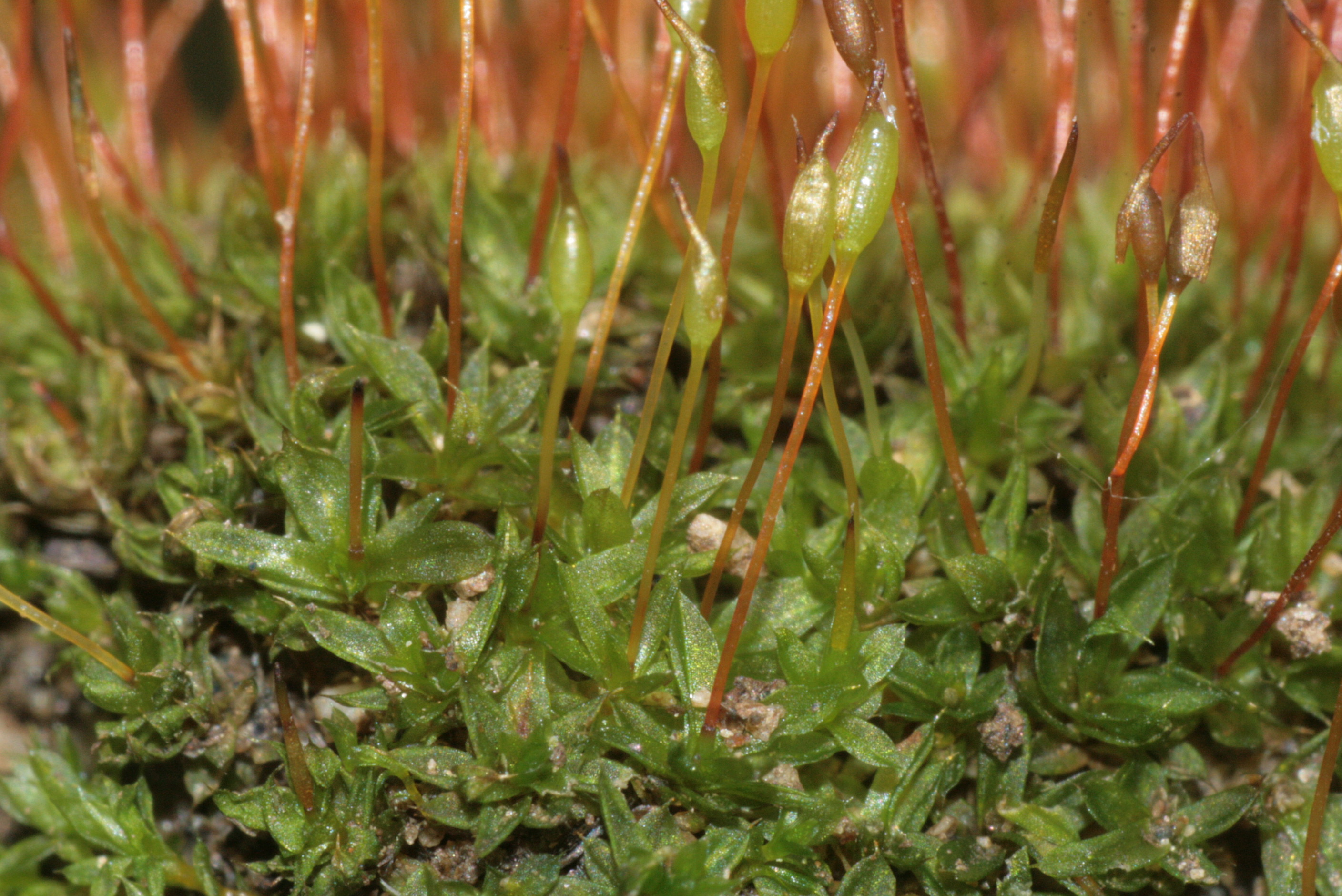
u akrokarpních mechů vyrůstají sporofyty z vrcholu rostliny